# Azemilkos
Azemilkos (altgriechisch Ἀζέμιλκος; † nach 332 v. Chr.) war der König von Tyros während der Zeit des Alexanderzugs.

## Leben
Wie alle anderen phoinikischen Stadtkönige war Azemilkos ein Vasall des persischen Achämenidenreichs, das damals unter der Herrschaft des Großkönigs Dareios III. stand, und befehligte seit 334 v. Chr. die Flotte von Tyros im Kampf gegen Alexander den Großen. Er war dabei dem persischen Flottenkommandanten Autophradates unterstellt.
Als Alexander im Frühjahr 332 v. Chr. in Phoinikien einmarschierte, unterwarfen sich ihm die meisten Städte kampflos, so u. a. Sidon, Byblos und Arados, deren Könige sich mit ihren Schiffen vom persischen Flottenverband absetzten und zu Alexander übergingen. Eine Abordnung von Tyros verweigerte dem Eroberer aber den Zugang zur Neustadt, die auf einer Insel der Altstadt vorgelagert war, worauf dieser deren Belagerung aufnahm. Azemilkos war zu dieser Zeit noch auf hoher See und folglich nicht in diese Ereignisse verwickelt gewesen. An seiner Stelle hatte sein namentlich nicht bekannter Sohn regiert, sich aber mit einer Anzahl adliger Tyrer dem Makedonenkönig bei dessen Anmarsch auf die Stadt ergeben. Anscheinend wurde Azemilkos beim Beginn der Belagerung von Tyros durch die Makedonen von den Stadtbewohnern zurückgerufen und erreichte mit seinen Schiffen die Stadt erst während deren Abwehrkampf.
Als Tyros im August 332 v. Chr. gestürmt wurde, floh Azemilkos mit einer Gesandtschaft der tyrischen Tochterstadt Karthago in den Tempel des Stadtgottes Melkart, der von den Griechen mit Herakles gleichgesetzt wurde. Dem Bericht Arrians zufolge schonte Alexander das Leben all derer, die in das Tempelasyl geflohen waren, während die männliche Bevölkerung getötet und die Frauen und Kinder in die Sklaverei geführt wurden. Diodor berichtete dazu, dass Alexander den König (von ihm Straton genannt) absetzte und ihn durch einen gewissen Ballonymos ersetzte. Offensichtlich verlegte er die Geschichte von der Königsernennung des Abdalonymos irrigerweise von Sidon nach Tyros.